# Ammophila meridionalis
Ammophila meridionalis es una especie de avispa del género Ammophila, familia Sphecidae.

## Taxonomía
Fue descrito por primera vez en 1980 por Kazenas.